# بوريج
بوريج إحدى قرى مركز قطور التابع لمحافظة الغربية بجمهورية مصر العربية.

## التاريخ
قرية بوريج من القرى القديمة، حيث وردت باسم «بوريج» في أعمال الغربية ضمن قرى الروك الصلاحي التي أحصاها ابن مماتي في كتاب قوانين الدواوين، كما وردت باسم «بوريج» في أعمال الغربية ضمن قرى الروك الناصري التي أحصاها ابن الجيعان في كتاب «التحفة السنية بأسماء البلاد المصرية».
وردت باسم «بوريج» في التربيع العثماني الذي أجراه الوالي العثماني سليمان باشا الخادم في عصر السلطان العثماني سليمان القانوني ضمن قرى ولاية الغربية، وفي تاريخ 1228هـ/1813م الذي عدّ قرى مصر بعد المسح الذي قام به محمد علي باشا باسم «بوريج» ضمن قرى مديرية الغربية. كانت القرية تابعة لمركز طنطا ثم نقلت إلى مركز قطور مع إنشائه في عام 1948.

## السكان
بلغ عدد سكان بوريج 9280 نسمة حسب تقدير عام 2018.
| السنة  | 1882 | 1897 | 1907 | 1927 | 1947 | 1960 | 1976 | 1986 | 1996 | 2006 | 2018 |
| ------ | ---- | ---- | ---- | ---- | ---- | ---- | ---- | ---- | ---- | ---- | ---- |
| القرية | 1793 | 3177 | 3186 | 2700 | 2540 | 3222 | 4213 | 5262 | 6680 | 7653 | 9280 |